# Лукас, Кит
Кит Лукас (8 марта 1879, Гринвич Великобритания — 5 октября 1916, Солберийская равнина) — английский физиолог, член Лондонского королевского общества.

## Биография
Родился Кит Лукас 8 марта 1879 года в Гринвиче (ныне — район в составе Лондона). В 1900 году окончил Кембриджский университет, в 1904 году вернулся туда и стал научным сотрудником.

### Первая мировая войнаи трагическая гибель
Во время Первой мировой войны Кит Лукаса призвали в армию и отправили служить в авиацию. Кит Лукас погиб во время учебного полёта 5 октября 1916 года, когда его самолёт столкнулся с другим самолётом. Похоронен Кит Лукас в Олдершоте на военном кладбище.

## Личная жизнь
Кит Лукас был женат на Элис Лукас. У семьи было трое сыновей — Алан (1910-95), социальный работник и профессор; Дэвид (1911-97), авиационный инженер и Брайан (1912-96), политолог.

## Научные работы
Основные научные работы посвящены нервно-мышечной физиологии. Кит Лукас — автор 34 научных работ на трёх языках.